# خليفه ها (مقاطعة دالاهو)
خليفه‌ها (بالفارسية: خلیفه‌ها) هي قرية تقع في قسم غوراني الريفي (مقاطعة دالاهو) في إيران. يقدر عدد سكانها بـ 74 نسمة .